# MIT Burd
MIT BURD a MIT BURD II byly neúspěšné pokusy o konstrukci letadla poháněného lidskou silou. Letadla byla postavena v první polovině sedmdesátých let 20. století na Massachusettském technologickém institutu (MIT), Cambridge, USA.

## Historie
V roce 1959 vypsal britský průmyslník Henry Kremer ocenění pro konstruktéra letadla poháněného pouze lidskou silou, které bude schopno odstartovat, ve výšce minimálně 10 stop (3 metry) obletět trasu ve tvaru osmičky okolo dvou pylonů umístěných 0,5 míle (cca 800 metrů) od sebe, a opět přistát. O získání této ceny, s ní spojené finanční odměny (která byla postupně navýšena z 5000 £ až na 50 000 £) a především prestiže se pokusilo několik konstrukčních týmů. Úspěšný byl ovšem teprve v roce 1977 tým okolo konstruktéra Paula B. MacCreadyho s letounem nazvaným Gossamer Condor.
Jedním z neúspěšných týmů byla skupina studentů na Massachusettském technologickém institutu letadly MIT BURD a MIT BURD II.

## Stavba letadel
Konstrukční řešení prvních letadel týmu MIT bylo originální nejen z pohledu do té doby stavěných pokusů ale i s ohledem na podobná letadla stavěná dnes. V případě obou MIT BURD se totiž jednalo o:
- dvoumístný stroj – to kvůli většímu výkonu, bylo to ovšem na úkor celkové vzletové hmotnosti
- dvojplošník – tato koncepce řešila potřebu velké nosné plochy křídla při zachování rozumného rozpětí a tuhosti křídla
- svislá ocasní plocha (SOP) pro řízení byla umístěna těsně za zadní hranou horního křídla
- vodorovná ocasní plocha (VOP) naopak byla kvůli zvýšení celkového vztlaku umístěna na hrazdě před letounem (kachní koncepce)
- vrtule byla v tlačném uspořádání, umístěna za kabinou posádky (pod SOP)

Rozdíl mezi verzemi I a II byl pouze v použití rozdílných materiálů, které vedly ke snížení hmotnosti a zvýšení pevnosti u verze II. 

## Lety
MIT BURD absolvoval svůj první let v roce 1972. Sice se úspěšně vznesl, ale při pokusu o absolvování první otočky se zřítil. Křídla totiž nevydržela pnutí způsobené ztrátou vztlaku na křídlech na vnitřní (pomalejší) straně otáčky a rozlomila se.
MIT BURD II byl postaven mezi lety 1974–76. Přestože se jednalo o zdokonalený předchozí stroj, nikdy nevzlétl. A to ani po pozdějším (listopad 1978) zabudování lehkých motorů, kdy byl stroj při pokusu o vzlet zničen.
Zkušenosti z těchto letadel vedly ke konstrukci úspěšnější jednomístné verze MIT Chrysalis a pozdějších rekordních letadel MIT Monarch (1983–84, byl držitelem rychlostního rekordu), Michelob Light Eagle (1987, bylo s ním ustanoveno více dosud platných rekordů) a MIT Daedalus (1988, přeletěl 115,11 kilometrů za 3 hodiny a 54 minut, což jsou platné rekordy pro vzdálenost a trvání letu).

## Technické údaje
- Rozpětí: 19,2 m
- Plocha křídel: 59,5 m²
- Délka: ?
- Výška: ?
- Hmotnost (prázdná): 59 kg (MIT Burd II – 50,8 kg)
- Posádka (a pohon): dva piloti v jedné kabině
- Profil křídla: FX61-163